# Radio Télévision Suisse
Radio Télévision Suisse (RTS) ist der öffentlich-rechtliche Rundfunk (Radio und Fernsehen) für das französischsprachige Publikum in der Schweiz. Der Sender gehört zur Gruppe SRG SSR.

## Geschichte
Der Rundfunkveranstalter ging am 1. Januar 2010 aus dem Zusammenschluss des welschschweizer Fernsehens Télévision Suisse Romande mit dem dortigen Radio Suisse Romande hervor. Am 29. Februar 2012 kam es zu einem Relaunch der Radio- und Fernsehprogramme sowie der Website des Senders, die mit der Umstellung der Ausstrahlung beim Fernsehen auf HDTV zusammenfiel.

## Organisation und Finanzierung
Der Sender hat seinen Sitz in Genf und in Lausanne. Er verfügt in jedem welschschweizer Kanton sowie in Bern, Zürich und Lugano über eigene Büros. Ausserdem hat er eigene Auslandskorrespondenten. RTS verfügt im Jahr 2012 über ein Budget von 380 Millionen Schweizer Franken. Der Sender hat etwa 1600 Angestellte.

## Programme
RTS produziert vier landesweit zu empfangende Radioprogramme: La Première ist das meistgehörte Programm von RTS, das in der Tradition der französischen radios généralistes steht; Espace 2 ist das Kulturprogramm mit anspruchsvollen Sendungen sowie mit klassischer und Jazz-Musik; die Popwelle Couleur 3 bietet Unterhaltung für ein breiteres junges Publikum; und der Musikkanal Option Musique bringt leichte vorwiegend frankophone Musik.
Daneben gibt es zwei landesweite Fernsehprogramme, RTS Un und RTS Deux, die aus den Vorgängerkanälen TSR 1 und TSR 2 hervorgegangen sind. RTS INFO kann als Livestream in der ganzen Welt empfangen werden.

## Empfang
Der Empfang aller Radioprogramme ist terrestrisch analog und digital, über Satellit sowie über eine Internetverbindung per Livestream möglich.
Die Mediathek auf der Website von RTS erlaubt es, beim Abruf innerhalb der Schweiz alle Sendungen nach der Ausstrahlung sieben Tage lang anzusehen. Eine Auswahl an Programmen ist weltweit abrufbar. Seit dem 29. Februar 2012 werden alle Fernsehprogramme von RTS in HD ausgestrahlt. Die Nachrichten folgten in 2014 und sind nun ebenfalls in HD empfangbar.
Da RTS Teilhaber von TV5 Monde ist, können einige Fernsehprogramme auch über diesen Kanal empfangen werden.
Die Schweizer Behörden gaben in 2017 bekannt, dass Ende 2024 der UKW-Radioempfang endgültig eingestellt wird.  Bereits Mitte 2019 wurde der terrestrische TV-Empfang von öffentlich-rechtlichen Programmen aus Kostengründen abgeschaltet.

## Zuschauerzahlen und Marktanteil
RTS 1 und RTS 2 erzielten im Jahr 2024 gute Zuschauerzahlen. Die Anzahl der Personen, welche unter der Woche mindestens 15 aufeinanderfolgende Minuten RTS 1 oder RTS 2 sehen: 54 % der französischsprachigen Bevölkerung. Der Marktanteil zur Hauptsendezeit (18:00–23:00 Uhr) beträgt 37,2 %.
Die meistgesehenen Sendungen sind Sportübertragungen. So haben beispielsweise 472'000 Zuschauer das EM-Achtelfinale Schweiz gegen Italien geschaut.